# Het helse orgel
Het helse orgel is het 2de album uit de stripreeks Yoko Tsuno.

## Inhoud
Het verhaal begint met een nachtelijke moord op de Lorelei; een man in een vreemd masker schiet een andere man in eenzelfde masker neer en legt het lijk op de treinrails zodat het op een zelfmoord lijkt. Na deze proloog zijn Yoko Tsuno, Paul Pola en Ben Beeld aan boord van een Rijncruise-schip, waar ze een film over Rijnlegenden maken. Paul wil graag een blonde dame op de voorgrond en neemt stiekem een foto van haar. Op dat moment slaat ze overboord en Paul en Yoko weten haar ternauwernood te redden. Het is een bekende Duitse organiste, Ingrid Hallberg. Haar vader, een orgelbouwer, is overleden terwijl hij bezig was met de restauratie van een reusachtig orgel. Omdat Yoko meer vermoedt achter het plotselinge overlijden van de vader van Ingrid gaat ze op onderzoek uit.

### Bandopname
Ingrid vertelt dat haar vader een tape voor haar had, en Yoko onderbreekt haar omdat ze een afluistermicrofoon in een sleutelhanger ontdekt. Ze snellen naar het huis van Ingrids vader. Daar wordt Yoko aangevallen en met een knijptang gewurgd door een onbekende man, die de tape gestolen heeft. Ingrid en Paul weten haar te redden en luisteren samen naar een laatste stukje overgebleven band. Daarop verklaart Ingrids vader dat hij aan het Helse Orgel heeft gewerkt, een immens orgel dat in samenwerking met de duivel is gebouwd.
Het spoor leidt naar Otto Meyer en zijn neef Karl, de bewoners van Burcht Katz in Sankt Goarshausen. Ingrids vader werkte vroeger voor Otto Meyer en heeft onder ander een oud harnas gerestaureerd. Als Yoko vraagt waar het harnas gevonden is, hangt Otto Meyer een vaag verhaal op over een put. Yoko besluit bij de put te gaan kijken, maar wordt daar onderschept door Karl Meyer, die haar vertelt dat zijn oom langzaam zijn verstand verliest. Yoko besluit het erbij te laten, maar is nog steeds argwanend tegenover het verhaal over de put.

### Vliegende hond
Die avond is er een bijeenkomst in de zitkamer van de Katz die echter verstoord wordt door een vliegende hond. Otto Meyer probeert het dier neer te schieten maar raakt Ben met een schampschot. Yoko neemt hem de karabijn afhandig en ondervraagt hem over het Helse Orgel, waarna Otto Meyer haar belooft hen de volgende ochtend ernaartoe te brengen.
Iedereen trekt zich terug naar hun kamer en er worden drankjes gebracht. Ingrid ontdekt in de jas van haar vader een hondenfluitje, en als Yoko erop blaast komt de vliegende hond terug. Yoko geeft hem wat fruitsap en het dier slaapt plotseling in; er zit slaapmiddel in de drankjes. 

### Het Helse Orgel
Als Yoko naar boven rent om Paul en Ben proberen wakker te maken, wordt Ingrid ontvoerd door een man in een vreemd masker. Yoko achtervolgt hem en weet door de put een onderaards gewelven te bereiken waar het Helse Orgel staat. Als ze naar het klavier toeloopt ziet ze Otto Meyer zitten, die gehypnotiseerd is door zijn neef Karl. Karl stelt hem elke nacht bloot aan de infrasone klanken van het orgel tot hij zijn verstand verliest en Karl over zijn fortuin kan beschikken. Het masker dat Karl draagt beschermt hem tegen deze klanken die op langer termijn dodelijk zijn. Karl en Ingrids vader hebben vroeger proeven gedaan met vleermuizen, die Karl inspireerden om het ook op zijn oom toe te passen. Toen Ingrids vader erachter kwam heeft Karl hem vermoord.
Karl weet Yoko bewusteloos te slaan en plaatst haar in een grote ijzeren kooi, die hoog in het gewelf hangt. Op deze plek zijn de infrasone klanken het dodelijkst. Yoko weet echter te ontsnappen door de kooi heen en weer te zwaaien tot de ketting breekt en ondertussen Ingrid op het hondenfluitje te laten blazen. De ultrasone geluiden van het fluitje heffen de infrasone klanken van het orgel op. Ze ontsnappen uit het inmiddels instortende gewelf, en Yoko gaat achter Karl aan. Hij weet haar bij de spoorlijn te verrassen en verwondt haar aan haar schouder. Een aankomende trein doodt hem echter voordat hij haar kan wurgen.

### Afloop
Yoko gaat terug naar het kasteel, waar iedereen afspreekt het hierbij te laten en te doen alsof Karl in een vlaag van waanzin zelfmoord pleegde. Otto Meyer houdt het inmiddels vernietigde orgel geheim voor de autoriteiten. 
Het verhaal eindigt met Ben die Paul vertelt dat hij nu wel een opname mag maken van de Rijn met Ingrid op de voorgrond.

## Achtergronden bij het verhaal
- De boot van Köln-Düsseldorfer Deutsche Rheinschiffahrt AG, de MS Rhein, waarop Yoko aan het begin van het album vaart, is nog steeds in dienst (inmiddels onder de naam MS Wappen von Köln). Op de laatste pagina varen de vrienden op de MS Drachenfels, deze is nog in dienst onder de naam MS Wappen von Mainz.
- In de tuin van de vader van Ingrid ligt een orgelpijp. Als de pijp wordt aangeblazen waardoor er een muurtje instort maakt Paul de vergelijking met een Flaterfoon.